# Cratere Kelea
Kelea è un cratere sulla superficie di Venere. Deve il suo nome alla nobildonna hawaiana Keleanohoana'api'api.